# Abschirmung (Elektrotechnik)

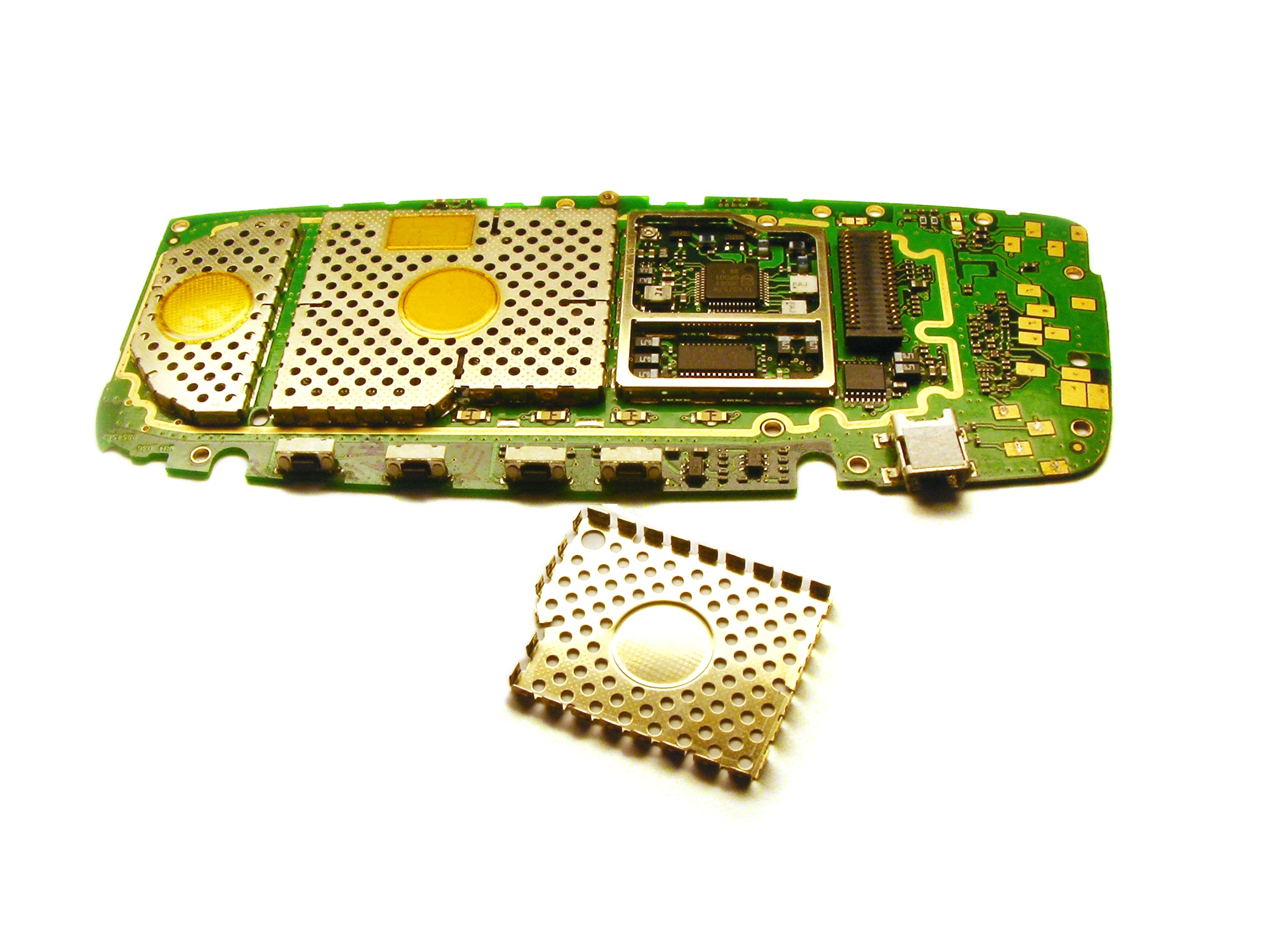
Abschirmbleche innerhalb eines Mobiltelefons

Die Abschirmung elektrotechnischer Geräte, Einrichtungen und Räume dient dazu, insbesondere bei höheren Frequenzen auftretende elektrische und/oder magnetische Felder von diesen fernzuhalten oder umgekehrt die Umgebung vor den von der Einrichtung ausgehenden Feldern zu schützen.
Da Elektromagnetische Wellen sowohl eine magnetische als auch eine elektrische Komponente besitzen, müssen diese ebenfalls häufig abgeschirmt werden, um deren Abstrahlung oder Einstrahlung zu verhindern oder zu verringern.
Abschirmungen dienen dazu, die Elektromagnetische Verträglichkeit zu verbessern und darüber hinaus die störungsfreie Signalgewinnung, -übertragung und -verarbeitung zu sichern. Insbesondere bei Leitungen schützen Abschirmungen auch gegen die unerwünschte gegenseitige Beeinflussung (Übersprechen) eigentlich unabhängiger Signalkanäle.
Die Wirkung einer Abschirmung wird über die Schirmdämpfung quantifiziert. Bei Leitungsschirmen ist die Messgröße der Schirmwirkung die Transferimpedanz.

## Maßnahmen zur Abschirmung

Beeinflussung des Verlaufs der magnetischen Flussdichtelinien durch ferromagnetisches Material. Innerhalb des Ringprofils kommt es durch Abschirmung zu einem nahezu feldfreien Raum.

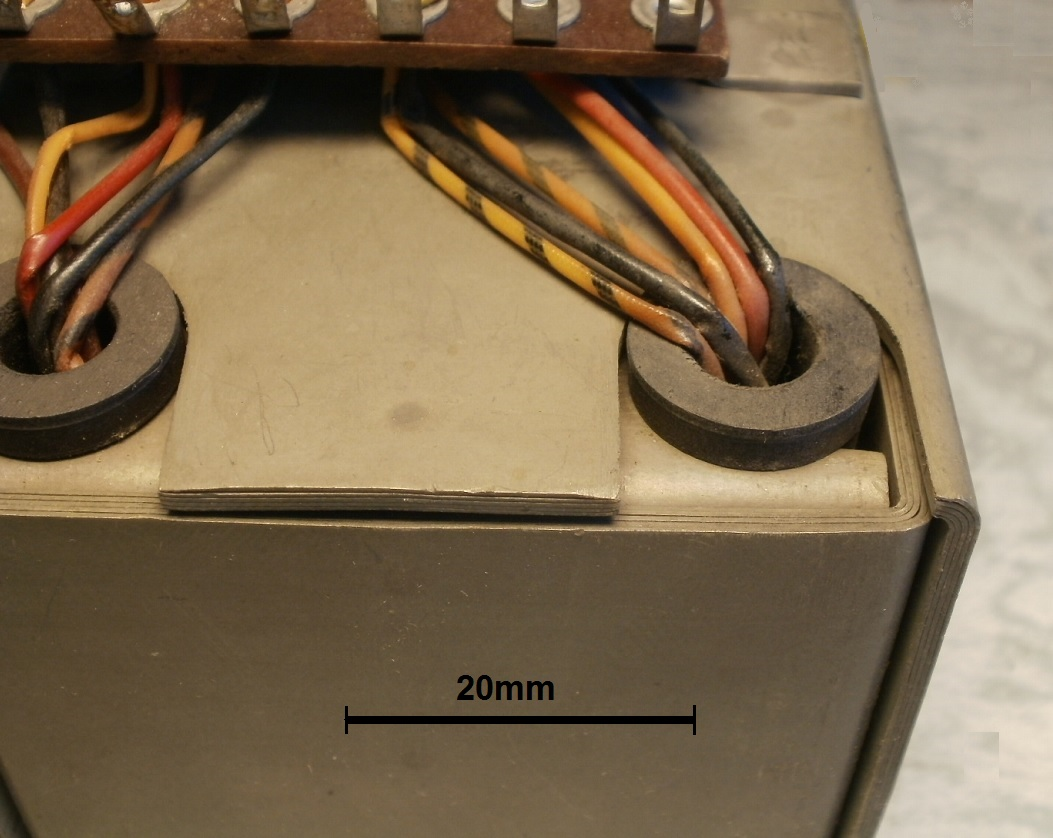
Magnetische Abschirmung des Netztransformators aus einem Röhren-Oszilloskop: drei orthogonal ineinandergesetzte Blechwickel aus Mu-Metall bilden einen allseits luftspaltfrei geschlossenen Kasten.

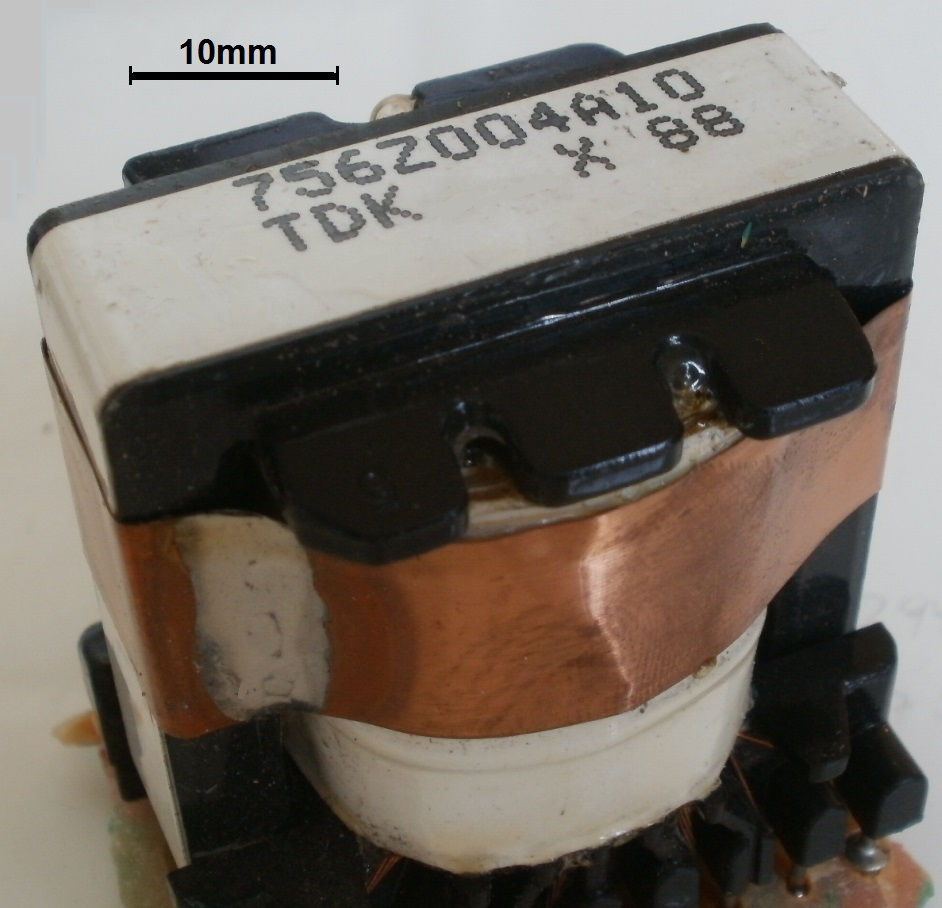
Kupferband-Schleife um den Kern eines Schaltnetzteil-Übertragers, die die vertikale Feldkomponente an der Ausbreitung hindert.

### Statische und niederfrequente elektrische Felder
Die elektrostatische Abschirmung funktioniert nach dem Prinzip der Influenz (Siehe auch Faraday-Käfig).
Abschirmung wird mit elektrisch leitfähigen Schirmmaterialien erreicht. Man verwendet mit Erd- oder Bezugspotential verbundene Metallbleche, leitfähige Folien oder Schichten. Hierzu zählen z. B. auch metallbedampfte Plastikfolien, Aluminiumfolie-kaschiertes Papier, Graphit- und Leitlack-Schichten. In Kunststoffgehäusen (ABS) finden autokatalytisch abgeschiedene (Chemisch Nickel) und nachfolgend elektrolytisch mit Kupfer verstärkte Schichten Anwendung.
Die Verbindung zum Bezugspotential erfolgt durch Kontaktfedern oder Befestigungsschrauben. Elektrische Schirmung ist unter anderem bei Mikrofonen und Audioverstärkern notwendig oder immer dann, wenn hochimpedante Signale und/oder niedrige Pegel übertragen oder verarbeitet werden müssen.

### Statische und niederfrequente Magnetfelder
Weichmagnetische Werkstoffe, d. h. ferromagnetische Materialien hoher Permeabilität und geringer Remanenz, wirken auch dem Durchtritt von Magnetfeldern geringer Frequenz oder konstanten Feldern entgegen. Eine magnetische Abschirmung wirkt zugleich elektrisch abschirmend, wenn sie hinreichend leitfähig ist.
Magnetische Abschirmungen werden z. B. in Röhrenmonitoren und Oszilloskopen mit Kathodenstrahlröhre eingesetzt, da es aufgrund magnetischer Störquellen zu Bildstörungen kommen kann. Dauermagnete von Lautsprechern in Fernsehgeräten mit Bildröhre werden oft magnetisch abgeschirmt. Weitere Anwendungen sind Abschirmungen von Netztransformatoren und Motoren in Tonbandgeräten und Plattenspielern mit magnetischem Abtastsystem.
Ein für diese Zwecke geeigneter Werkstoff ist das hochpermeable, sogenannte Mumetall, das jedoch gegenüber Verformungen empfindlich ist und nach Bearbeitung daher oft unter Schutzgas geglüht werden muss. Für flexible Kabelabschirmungen gibt es auch andere Materialien, die weitgehend unempfindlich gegen Verformung sind und ohne kundenseitige Wärmebehandlung eingesetzt werden können.
Die Wirkung der Abschirmung lässt sich durch die Brechung der Feldlinien beim Eintritt von B-Feldern in Materie erklären. Bei Stoffen mit einer Permeabilität in der Größenordnung von 10.000 und darüber wird jede einfallende Feldlinie praktisch in die tangentiale Richtung gebrochen und jede ausfallende in Richtung des Lots. Die Feldlinien werden also in der Abschirmung entlang geleitet und dringen nicht hindurch. Daraus ergibt sich, dass magnetische Abschirmungen in sich geschlossen sein müssen, um wirksam zu sein. In der nebenstehenden Abbildung einer Transformator-Abschirmung wird das dadurch erreicht, dass drei Blechwickel derart ineinander liegen, dass die Wickelebenen orthogonal aufeinander stehen. So kann kein wie auch immer gerichtetes Magnetfeld nach außen dringen.

### Hochfrequente magnetische Felder
Magnetische Felder höherer Frequenzen können mit elektrisch gut leitfähigen Blechen abgeschirmt werden, die nicht ferromagnetisch sein müssen. Ursache sind die darin induzierten Wirbelströme, die dem erzeugenden Magnetfeld entgegenwirken. Die Blechdicke muss größer als die Skintiefe sein, um Ströme auf der geschirmten Seite zu vermeiden.
Kennt man die Richtung der Felder, kann man die Schirmung u. U. auf eine Art Kurzschlusswicklung reduzieren. Dies wird zum Beispiel zur Abschirmung der Transformatoren von Schaltnetzteilen angewendet, die man zu diesem Zweck mit einem Kupferband umwickelt, welches zu einem Ring verlötet ist. Solche Ringe müssen die abzuschirmenden Feldlinien umschließen.

### Elektromagnetische Felder
Hochfrequente elektromagnetische Felder (elektromagnetische Wellen) können nur mit elektrisch leitfähigen, allseitig geschlossenen Hüllen vollständig abgeschirmt werden: wegen des Skineffekts nimmt ein magnetisches Wechselfeld in elektrisch leitfähigem Material exponentiell ab. Bis zur Skintiefe fällt das Magnetfeld auf den 1/e-ten Teil (≈ 37 %) des Wertes am äußeren Rand ab. Der Skineffekt erleichtert die Abschirmung elektromagnetischer Felder bei hohen Frequenzen, da bereits sehr dünnes Blech wirksam ist.
Spalte oder Öffnungen verringern die Schirmdämpfung oder machen diese gar zunichte, wenn die größte Abmessung der Öffnungen oder Spalte die Größenordnung der halben abzuschirmenden Wellenlänge erreicht oder überschreitet. Als Faustregel gilt, dass Öffnungen die Schirmung bereits signifikant verringern, wenn ihre Ausdehnung etwa ein Zehntel der Wellenlänge erreicht. Die Verschlechterung entsteht dadurch, dass der vom abzuschirmenden Feld auf der Schirmoberfläche erzeugte Strom um die Öffnungen (Aperturen) herumfließt und als Sendeantenne wirkt. Diese Oberflächenströme haben einen Durchgriff des Feldes durch die Schirmung zur Folge und bewirken ein Feld, das dem eines elektromagnetischen Dipols oder Multipols an der Stelle der Öffnung entspricht. Ragen Bauteile oder Leitungen in dieses Feld, kann sich eine Welle ablösen.
Deshalb werden Türen und Gehäuseteile einer Abschirmung, eines Schaltschrankes oder Gehäuses mit leitfähigen Lamellen oder Metallgeflechten gedichtet, die eine möglichst kontinuierlich geschlossene elektrische Kontaktierung ergeben.
Die Schirmwirkung metallischer Gehäuse kann durch Kabel und Leitungen, die die Gehäusewand durchdringen, erheblich beeinträchtigt werden. Solche Kabeleinführungen, Steckverbinder und Klemmstellen bedürfen zur Abschirmung hochfrequenter Störsignale daher einer sorgfältigen mechanischen Gestaltung:
- Leitungsschirme werden zur Schirmung gegen die magnetische Komponente elektromagnetischer Felder beidseitig aufgelegt (angeschlossen), damit ein Ausgleichsstrom fließen kann, der dem einfallenden Feld entgegenwirkt.
- Leitungsschirme sollten dabei das schirmende Gehäuse nicht isoliert durchdringen, sondern direkt an der Eintrittsstelle über ihren gesamten Umfang geschlossen mit der Gehäusewand verbunden werden.
- Ungeschirmte Leitungen sollten über Filter (Durchführungskondensatoren, Netzfilter) geführt werden.

### Ableitung von Störungen am Kabelschirm
Die Normen VDE 0113-1 bzw. DIN EN 60204-1 schreiben einen Potentialausgleich für die elektrische Ausrüstung einer Maschine vor. Unerwünschte Folgen durch elektrostatische, elektromagnetische und netzgebundene Störungen können dadurch nur teilweise vermieden werden. Durch die Schutzerdung entstehen im Gegenteil oft Erdschleifen, da die Kabelschirme zusätzliche Verbindungen schaffen. Dagegen hilft eine Sternpunkterdung der Signalbezüge, eine symmetrische Signalübertragung, ein Mantelstromfilter oder eine Potentialtrennung.
Masseverbindungen sollen so kurz und großflächig und dick wie möglich sein, um die Induktivität und den Wirkwiderstand zu senken und so die Potentialdifferenzen der Massebezüge verschiedener Anlagenteile gering zu halten.
Zur wirksamen Ableitung von potentiell auftretenden Störungen auf dem Kabelschirm ist eine möglichst häufige und großflächige Kontaktierung des Kabelschirms nötig.
Die Werte der Transferimpedanz des geschirmten Kabels sollten möglichst gering sein. Insbesondere bei hochfrequenten Leitungsstörungen sorgt eine kleine Transferimpedanz, die durch den Mantelstrom im Inneren induzierten Störspannungen klein zu halten.

## Schirmdämpfung
Die Schirmwirkung wird über die Größe der dimensionslosen Zahl Schirmdämpfung meist messtechnisch erfasst.
Die Schirmdämpfung ist für den Magnetfeldanteil das Verhältnis des ungedämpften Außenfeldes Ha an einem gegebenen Ort zum verbleibenden Restfeld Hi am selben Ort nach Einfügen eines Schirms. Die Abschirmung koaxialer Leitungen quantifiziert die Transferimpedanz; umgangssprachlich heißt die Transferimpedanz auch Koppelwiderstand.